# François Marie Raoult

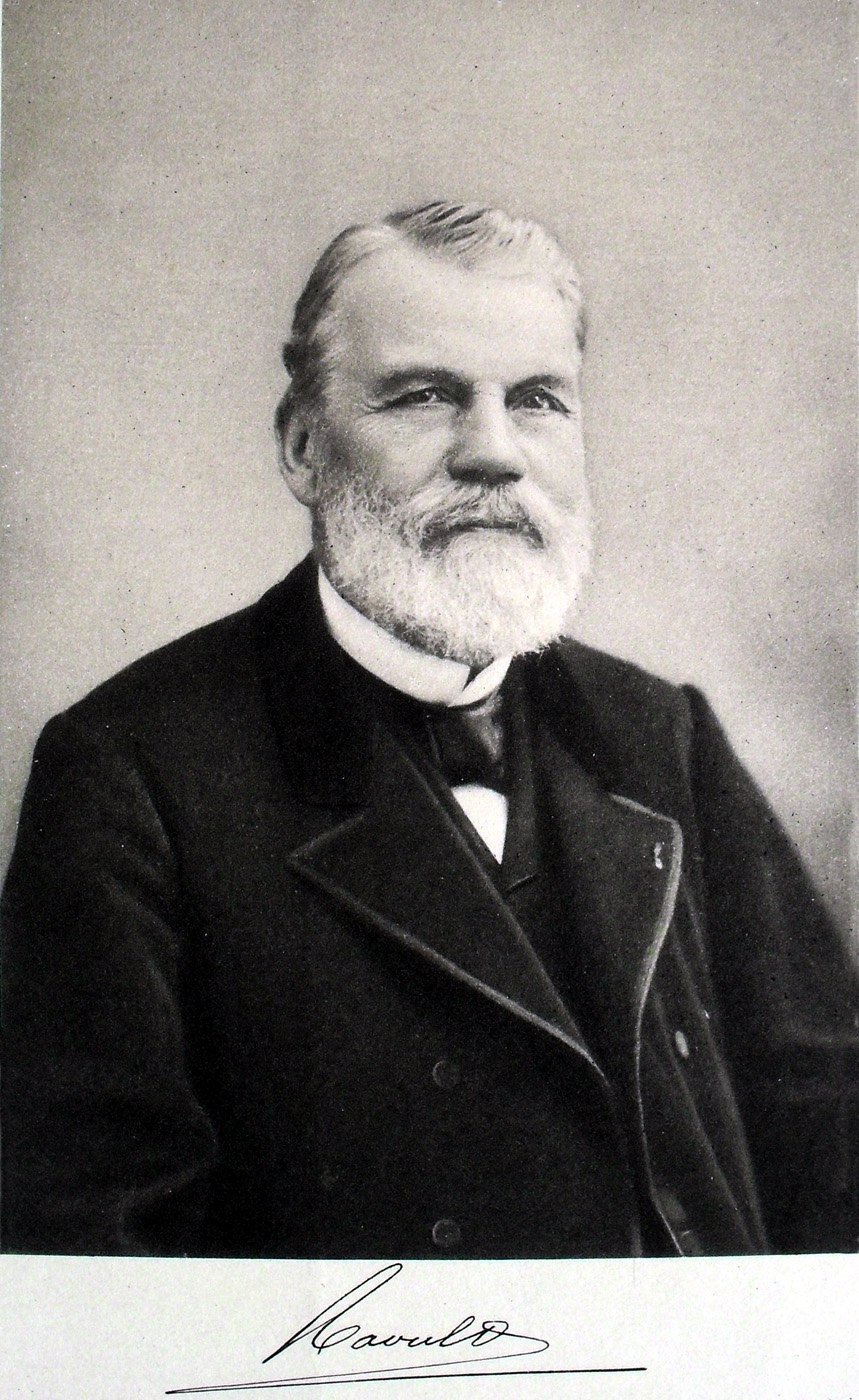
François Marie Raoult

François Marie Raoult (* 10. Mai 1830 in Fournes-en-Weppes, Département Nord; † 1. April 1901 in Grenoble) war ein französischer Physiker und Chemiker.

## Leben
Nach einem Aufenthalt am Gymnasium von Reims im Jahr 1853 und verschiedenen Zwischenstationen wurde er 1862 zum Professor für Chemie in Sens lycee, wo er eine Arbeit über die elektromotorische Kraft schrieb, für die er im folgenden Jahr die Doktorwürde in Paris erhielt. Im Jahre 1867 war er verantwortlich für den Chemie-Unterricht in Grenoble und drei Jahre später erhielt er den Lehrstuhl für Chemie, den er bis zu seinem Tod am 1. April 1901 innebehielt. Raoults früheste Forschungen beschäftigten sich mit physikalischen Themen, vor allem mit den Erscheinungen der galvanischen Zelle. Später widmete er sich mehr rein chemischen Fragen.
Sein Name ist am bekanntesten im Zusammenhang mit der Arbeit an Lösungen, denen er sich die letzten zwei Jahrzehnte seines Lebens widmete. Seine erste Arbeit behandelte die Senkung des Gefrierpunktes von Flüssigkeiten durch die Anwesenheit von anderen Stoffen. Weitere Untersuchungen und Experimente mit verschiedenen Lösungsmitteln neben Wasser wie Benzol und Essigsäure führte ihn zu einer einfachen Beziehung zwischen dem Molekulargewicht der Stoffe und dem Gefrierpunkt des Lösungsmittels und dass wenn ein Molekül eines Stoffes in einem Moleküle eines beliebigen Lösungsmittel gelöst werden kann, die Temperatur der Gefrierpunktes des Letzteren um 0,63 °C abgesenkt wurde.
Ein weiterer Zusammenhang, an dem er arbeitete, war die Verminderung des Dampfdrucks eines Lösungsmittels durch Auflösen eines Stoffes, proportional zu der molaren Masse des gelösten Stoffes ist, zumindest wenn es die Lösung verdünnt. Diese beiden Verallgemeinerungen lieferten nicht nur eine neue Methode zur Bestimmung der molaren Masse von Stoffen, sondern wurden auch von Jacobus Henricus van ’t Hoff, Wilhelm Ostwald und anderen Chemiker, zur Unterstützung der Hypothese der elektrolytischen Dissoziation in Lösungen eingesetzt. Das nach ihm benannte Raoultsche Gesetz beschreibt den Dampfdruck idealer Mischungen.

## Ehrungen
- Prix International de Chimie LaCaze (1889)
- Davy Medal (1892)
- Prix de l’Institut (1895)
- Korrespondierendes Mitglied der Académie des sciences (1890)
- Korrespondierendes Mitglied der Russischen Akademie der Wissenschaften in Sankt Petersburg (1899)
- Commandeur de la Légion d’Honneur (1900)